# Tiếng Anh trung đại
Tiếng Anh trung đại (Middle English, viết tắt ME) là dạng tiếng Anh nói trong khoảng thời gian từ cuộc xâm lược của người Norman (1066) cho đến cuối thế kỷ XV. Tiếng Anh trải qua những sự phát triển và biến thiên đặc trưng từ sau thời kỳ tiếng Anh cổ. Chưa có sự đồng thuận về hai mốc đầu cuối của giai đoạn tiếng Anh trung đại, Oxford English Dictionary cho rằng giai đoạn tiếng Anh trung đại là từ năm 1150 đến 1500. Giai đoạn tiếng Anh trung đại ứng với Trung kỳ Trung Cổ và Hậu kỳ Trung Cổ.
Tiếng Anh trung đại đa dạng và xáo trộn. Văn liệu ta có được trong thời kỳ này cho thấy sự biến thiên lớn về vùng miền. Thứ tiếng Anh cổ đã chuẩn hoá trước đó không còn nữa, nên tiếng Anh viết đương thời trở nên phân vùng và hay được ứng biến (theo ý người viết). Đến cuối giai đoạn này (năm 1470), một phần nhờ vào phát kiến về máy in của Johannes Gutenberg vào năm 1439, một dạng (viết) chuẩn dựa trên phương ngữ Luân Đôn (Chancery Standard, dạng Chuẩn Chancery) đã hình thành. Dạng chuẩn này là cơ sở chính cho phép chính tả tiếng Anh hiện đại, dù phát âm đã thay đổi đáng kể so với tiếng Anh đương thời. Tại Anh, nối tiếp tiếng Anh trung đại là tiếng Anh cận đại, kéo dài cho đến 1650. Tiếng Scots phát triển đồng thời từ phương ngữ Northumbria (nói khắp bắc Anh và đông nam Scotland).